# Oltářík
Oltářík (także: Hrádek) – ruiny zamku na terenie Czech, w Średniogórzu, na górze o tej samej nazwie nad wsią Děkovka (kraj ustecki).

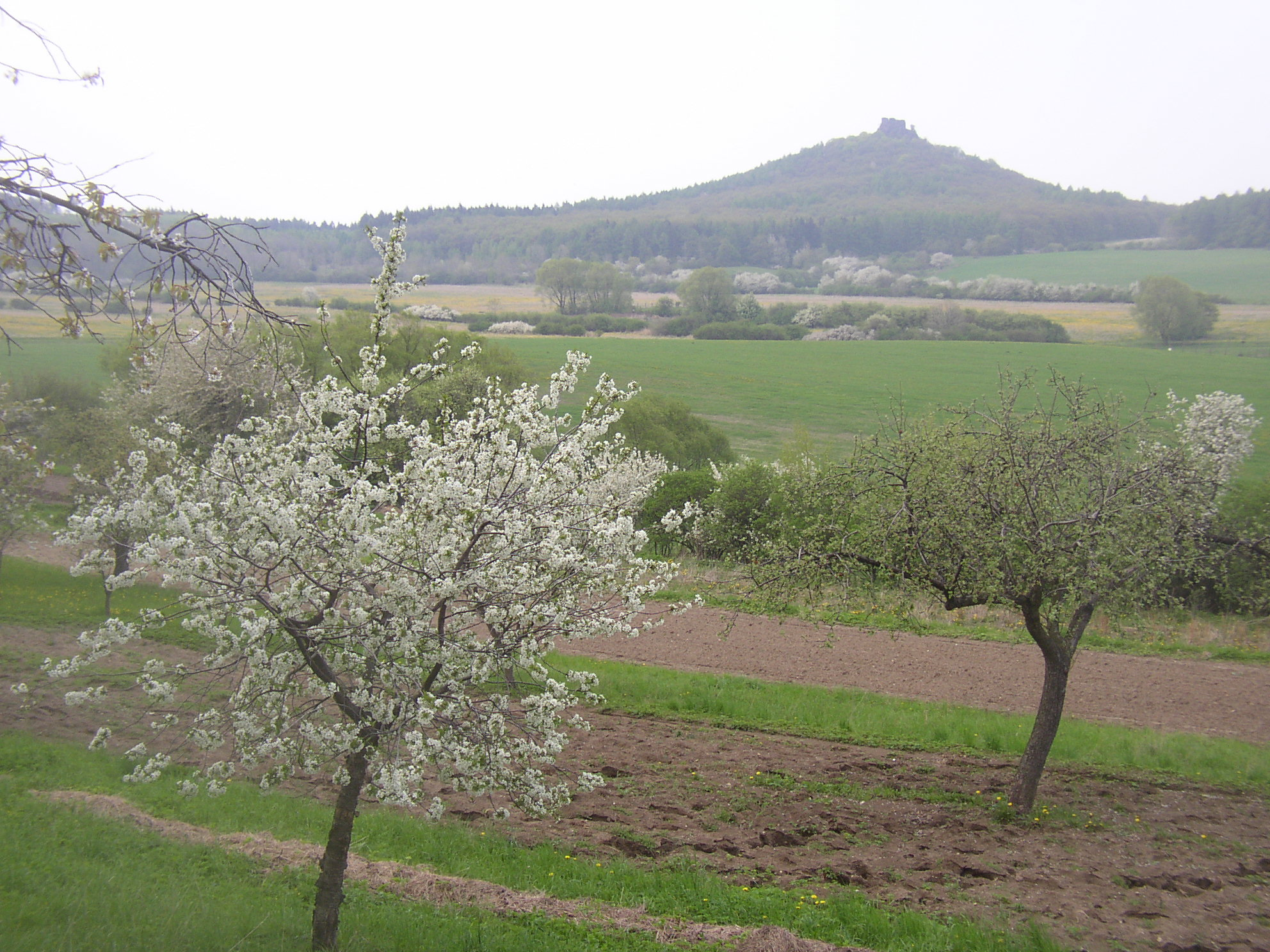
Ruiny jako punkt orientacyjny

Zamek założył w 1426 husycki hetman Jakoubek z Vřesovic, doceniając trudne do zdobycia położenie bazaltowego szczytu. W 1468 właścicielami obiektu stali się panowie Hazmburka. Zamek był używany aż do połowy XVI wieku. W 1554 zamek i okoliczne wsie nabyła małżonka szlachcica Viléma z Ilburka i od tego czasu był już niezasiedlony. W 1576 majątek stał się własnością Jana z Vřesovic. 
Do obecnych czasów dochowały się jedynie resztki bramy i murów wyrastających z bazaltowych skał. 
Ruiny są charakterystycznym punktem orientacyjnym dla turystów przemierzających okoliczne szlaki turystyczne, z uwagi na jego wyjątkową sylwetkę w kształcie zęba, widoczną z daleka. Sam szczyt z ruinami jest wybitnym punktem widokowym na Czeskie Średniogórze, Rudawy oraz Połabie.